# Resta cu'mme
Resta cu mme è un brano musicale del cantautore italiano Domenico Modugno, pubblicato nel 1957 nell'EP Lazzarella/Strada 'nfosa/Resta cu'mme/La signora a fianco, nel settembre dell'anno successivo pubblicherà il 45 giri Io/Resta cu mme
Il brano fa parte della colonna sonora del film Mariti in città di Luigi Comencini del 1957, dove la canzone è cantata in napoletano e in inglese.
Nell'estate del 1976 Marcella partecipò al Festivalbar  con la cover in chiave disco classificandosi al 4º posto, il brano fu incluso nell'album Bella.
Renzo Arbore la tradusse in inglese, con il titolo Stay here with me.
Riccardo Cocciante ne incise una versione italiana con il titolo Resta con me.

## Il testo e la censura
Resta cu’ mme è una canzone d'amore, il protagonista supplica la donna amata, di restare assieme nonostante tutto e tutti. A proposito del testo, il verso che fa inequivocabilmente riferimento alla perdita della verginità:
| «Nun me ‘mporta d"o passato, nun me ‘mporta ‘e chi t’ha avuto» |

all'epoca fu ritenuto scandaloso dalla censura. Per cui la Rai, perché la canzone potesse essere trasmessa, impose che il verso fosse sostituito col più casto
| «Nun me 'mporta si 'o passato sulo lagreme m'ha dato» |

stravolgendo quindi il significato originario della canzone, che accettava la libertà di scelta per un amore senza pregiudizi.